# CHARMM

## polja sila
polja sila za proteine uključuju: ujedinjeni-atom (ponekad zvan "produženi atom") CHARMM19, sve-atomska verzija , i njegova varijanta sa popravljenim dihedralnim potencijalom CHARMM22/CMAP. U CHARMM22 proteinskom polju sila, atomski parcijalni naboji su izvedeni is kvantnih hemijskih proračuna interakcija između modelovanih jedinjenja i vode. Osim toga, CHARMM22 je parametriziran za TIP3P eksplicitni model vode. I pored toga, on je frekventno korišćen sa implicitnim rastvaračima. 2006. godine, specijalna verzija CHARMM22/CMAP je reparametrizirana za konzistentnu upotrebu sa implicitnim rastvaračem, GBSW.
Za DNK, RNK, i lipide, CHARM27 je korišćen. Neka polja sila se mogu kombinovati, na primer CHARMM22 i CHARMM27 za simulaciju protein-DNK vezivanja. Dodatno, parametri za NAD+, šećere, fluorisana jedinjenja, itd. mogu se preuzeti. Brojevi verzija polja sila se odnose na CHARMM verziju u kojoj su se prvo pojavili, ali mogu biti korišćeni sa kasnijim verzijama CHARMM izvršnog programa. Isto tako, ta polja sila se mogu koristiti u okviru drugih molekulsko dinamičkih programa.
2009. godine, generalno polje sila za molekule poput lekova (CGenFF) je uvedeno. Ono pokriva široki opseg hemijskih grupa prisutnih u biomolekulima i molekulima poput lekova, uključujući veliki broj hetero-cikličnih osnova. Generalno polje sila je dizajnirano da pokriva bilo koju kombinaciju hemijskih grupa. To neizbežno dolazi sa cenom smanjene tačnosti reprezentacije bilo koje specifične pod-klase molekula. Korisnici se uzastopno upozoravaju na MacKarellovom vebsajtu da ne koriste CGenFF parametre za molekule za koje specijalizovana polja sila već postoje (to su kao što je napomenuto proteini, nukleinske kiseline, itd).
CHARMM isto tako sadrži polarizabilna polja sila koja su formirana koristeći dva pristupa. Jedan je baziran na modelu fluktuirajućeg napona (FQ), koji je isto poznat kao ekvilibracija napona (CHEQ). Drugi je baziran na Drudeovom modelu oscilatora disperzije
Parametri za sva ova polja sila su slobodno dostupni.

## CHARMM molekularno dinamički program
program omogućava izvođenje i analizu širokog kruga molekularnih simulacija. Najosnovnija vrste simulacija su minimizacija date strukture, i računanje trajektorije molekularne dinamike. Savršenije vrste su perturbacija slobodne energije (engl. FEP), procena kvazi-harmonične entropije, korelaciona analiza, i kombinovani kvantni i molekulsko mehanički (QM/MM) metodi.
CHARMM je jedan od najstarijih programa molekularne dinamike. On je akumulisao ogroman broj osobina, neke od njih su duplicirane pod nekoliko naredbi sa malim varijacijama. To je neizbežan rezultat velikog broja pogleda i grupa koje rade na CHARMMu širom sveta. Imena i afiliacije glavnih kontributora se mogu naći u dnevniku promena kao i u CHARMM izvornom kodu. Učešće i koordinacija grupe Čarlsa L. Bruksa III sa Mičigenskog univerziteta je vidna.

## CHARMM i Volontersko Računarstvo
- Docking@Home, koje održava Delaverski univerzitet, jedan je od projekata koji koriste platformu otvorenog koda za distribuirano računarstvo, BOINC, i CHARMM da analiziraju detalje protein-ligand interakcija.
- Mreža svetke zajednice (engl. World Community Grid), koju sponzira IBM, vodi projekat pod imenom projekat čiste energije Архивирано на веб-сајту  (14. април 2009) koji isto tako koristi CHARMM.

## Literatura
1. ↑  Reiher, III WH (1985). „Theoretical studies of hydrogen bonding”. PhD Thesis at Harvard University.
2. ↑  MacKerell, Jr. AD;  . (1998). „All-atom empirical potential for molecular modeling and dynamics studies of proteins”. J Phys Chem B. 102: 3586—3616. doi:10.1021/jp973084f.
3. ↑  MacKerell, Jr. AD; Feig M; Brooks, III CL (2004). „Extending the treatment of backbone energetics in protein force fields: limitations of gas-phase quantum mechanics in reproducing protein conformational distributions in molecular dynamics simulations”. J Comput Chem. 25: 1400—1415. doi:10.1002/jcc.20065.
4. ↑  Brooks CL, Chen J, Im W (2006). „Balancing solvation and intramolecular interactions: toward a consistent generalized born force field (CMAP opt. for GBSW)”. J Am Chem Soc. 128: 3728—3736. doi:10.1021/ja057216r.
5. ↑  MacKerell, Jr. AD; Banavali N; Foloppe N (2001). „Development and current status of the CHARMM force field for nucleic acids”. Biopolymers. 56: 257—265. doi:10.1002/1097-0282(2000)56:4<257::AID-BIP10029>3.0.CO;2-W.
6. ↑  K. Vanommeslaeghe; E. Hatcher;  . (2009). „CHARMM general force field: A force field for drug-like molecules compatible with the CHARMM all-atom additive biological force fields”. J Comput Chem. doi:10.1002/jcc.21367.
7. ↑  Patel, S.; MacKerell, Jr. AD; Brooks III, Charles L (2004). „CHARMM fluctuating charge force field for proteins: I parameterization and application to bulk organic liquid simulations”. J Comput Chem. 25: 1—15. doi:10.1002/jcc.10355.
8. ↑  Patel, S.; MacKerell, Jr. AD; Brooks III, Charles L (2004). „CHARMM fluctuating charge force field for proteins: II protein/solvent properties from molecular dynamics simulations using a nonadditive electrostatic model”. J Comput Chem. 25: 1504—1514. doi:10.1002/jcc.20077.
9. ↑  Lamoureux G, Roux B. (2003). „Modeling induced polarization with classical Drude oscillators: Theory and molecular dynamics simulation algorithm”. J Chem Phys. 119 (6): 3025—3039..
10. ↑  Lamoureux G, Harder E, Vorobyov IV, Roux B, MacKerell AD. (2006). „A polarizable model of water for molecular dynamics simulations of biomolecules”. Chem Phys Lett. 418: 245—9..
11. ↑  „MacKerelovog vebsajta”.

## Spoljašnje veze
- vebsajt
- vebsajt sa dokumentacijom i korisnim forumom za diskusiju Архивирано на веб-сајту  (4. октобар 2006)
- uputstva za rad Архивирано на веб-сајту  (5. октобар 2010)
- MacKerell vebsajt uključujući paket parametara polja sila za
- strana u Harvardu
- vebsajt Архивирано на веб-сајту  (16. октобар 2014)
- Bernard R. Brooks grupa
- - vizuelizacija  trajektorija
- Sirius - vizuelizacija  trajektorija
- projekat